# Ulises Ruiz Ortiz

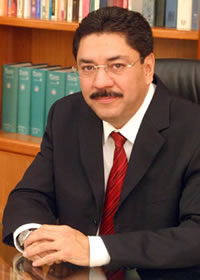
Ulises Ruiz Ortiz

Ulises Ruiz Ortiz (* 9. April 1958 in Chalcatongo de Hidalgo, Oaxaca) ist ein mexikanischer Politiker der Partido Revolucionario Institucional. Er war von 2004 bis 2010 Gouverneur des Bundesstaates Oaxaca.
In Ruiz’ Amtszeit kam es zu zahlreichen Konflikten, insbesondere wurde ihm Wahlbetrug vorgeworfen. Nachdem er einen Protest der Lehrergewerkschaft SNTE gewaltsam niederschlagen wollte und dabei drei Menschen starben, entwickelte sich ein Aufstand, der durch die Asamblea Popular de los Pueblos de Oaxaca getragen wird. Ruiz musste aus seinem Amtssitz in der Hauptstadt Oaxaca de Juárez flüchten. Die Aufständischen erklärten, ihre Proteste erst dann zu beenden, wenn Ruiz zurücktrete.
Die Amtszeit von Ruiz endete jedoch regulär mit der Wahl seines Nachfolgers Gabino Cué Monteagudo am 4. Juli 2010. Dieser übernahm das Amt am 30. November desselben Jahres.
Im November 2014 setzte der Bundesstaat Oaxaca eine Wahrheitskommission (Comisión de la Verdad) unter Leitung von Alejandro Solalinde ein, die die Gewalttaten in den Jahren 2006 und 2007 einschließlich einer eventuellen Verantwortung von Ruiz für die damals begangenen Menschenrechtsverletzungen untersuchen wird und ihren Bericht im März 2016 vorlegen soll.